# لنا والایتیس
لنا والایتیس (به انگلیسی: Lena Valaitis) (زاده ۷ سپتامبر ۱۹۴۳) خواننده لیتوانیایی‌-آلمانی است.
او در یوروویژن ۱۹۸۱ نماینده آلمان بود.